# LPI Media
LPI Media (antiga Liberation Publications Inc.) é a maior editora LGBT dos Estados Unidos. A empresa tem como alvo a comunidade gay e publica revistas, livros, sítios, entre outros. A empresa coloca nas bancas cerca de 8,2 milhões de exemplares de suas revistas a cada ano. A The Advocate e Out são as duas maiores revistas gays em circulação no país, cada um com correspondentes e independentes sites: Advocate.com e Out.com.
A LPI Media também é responsável pela revistas Out Traveler, HIV Plus e pelo livro de ficção Alyson Books, tornando-se a maior editora LGBT, chegando a ser considerad aa voz da comunidade LGBT.
Ela também é dona da Specialty Publications, que é editora da revista pornográfica gay MEN, antiga Advocate Men, FreshMen, [2] e Unzipped.